# Асса-Аул
Асса-Аул — бывший аул в Бабаюртовском районе Дагестана. Административный центр Ассааульского сельсовета. В 1942 году все население переселено в село Казиюрт, а аул ликвидирован. 

## Географическое положение
Располагался на канале Ногай-Татаул, в 18 км к югу от села Новая Коса. В настоящее время на месте аула расположен кутан Ассаульский СХПК «Кегер» Гунибского района.

## История
Аул образован в 1923 году. По данным на 1929 год состоял 74 хозяйств и являлся центром Асса-Аульского сельсовета Бабаюртовского района. В 1930-е годы в Асса-Ауле располагалось центральное отделение колхоза имени М. Горького. На основании постановления СНК ДАССР от 14 августа 1939 г. «О сселении хуторских населённых пунктов колхозов Бабаюртовского района в их основные населённые пункты» все население хуторов (аулов) Медет-Аул (28 хозяйств) и Рамазан-Аул было переселено на центральную усадьбу колхоза. Указом ПВС РСФСР от 22 апреля 1942 г. «О ликвидации Асса-Аульского сельского совета Бабаюртовского района ДАССР», территория сельсовета была включена в состав Львовского совета, а практически все населённые пункты ликвидированы. По данным на 1959 год кутан Асаул числился в состав Новокосинского сельсовета, в нем проживало 20 человек (3 ногайцев и 17 кумыков) работников колхозов имени Кирова и имени Тельмана села Львовский №1.

## Население
В 1929 году в ауле проживало 328 человек (176 мужчин и 152 женщины). По данным на начало 1939 года в ауле проживал 251 человек, в том числе 128 мужчин и 123 женщины.
Национальный состав
По данным Всесоюзной переписи населения 1926 года:
| № | Национальность | Численность, чел. | Доля  |
| - | -------------- | ----------------- | ----- |
| 1 | ногайцы        | 295               | 90 %  |
| 2 | кумыки         | 21                | 6,4 % |
| 3 | татары         | 7                 | 2,1 % |
| 4 | прочие         | 5                 | 1,5 % |